# Gunilla Zimmermann
Gunilla Zimmermann, född 1941, är en svensk författare som bor i Västerås. Hon är utbildad lärare i tyska, svenska och svenska som andraspråk och har haft det som sitt huvudsakliga yrke. Hon har även erfarenhet som reseledare, tolk och översättare.  Som pensionär har hon forskat i invandringen av tysktalande personer till Sverige efter andra världskriget.  Hon leder studiecirklar och håller föredrag.